# اسکارگو
اِسکارگو نام خوراکی در آشپزی فرانسوی است.
اسکارگو در حقیقت نام حلزون است به زبان فرانسوی و توسط انگلیسی‌زبانان برای اشاره به خوراک حلزون به کار می‌رود. حلزون خوراکی هرچه درشت‌تر باشد مرغوب‌تر است.